# Alfred Eugene Megerlin
Alfred Eugene Megerlin, né le 30 juin 1880 et mort le 22 février 1941, est un violoniste. Il est premier violon de l'Orchestre philharmonique de New York.

## Biographie
Alfred Eugene Megerlin naît à Anvers, en Belgique. Il est formé au Conservatoire Royal de Bruxelles où il obtient son diplôme en 1900. Il devient premier violon au Vlaamse Opera et joue avec l'Orchestre Lamoureux. En 1917, il devient premier violon de l'Orchestre philharmonique de New York sous la direction de Josef Stránský, en remplacement de Maximilian Pilzer.

### Vie privée
Alfred Eugene Megerlin est le grand-père maternel de l'acteur Johnny Crawford, qui joue le rôle de Mark McCain dans l'émission télévisée The Rifleman. Alfred Eugene Megerlin meurt en 1941 à Los Angeles. Fils d'Emile Megerlin, Alfred est le frère aîné d'Alexandre Megerlin, violoncelliste également formé au Conservatoire Royal de Bruxelles, soliste à l'orchestre de Monte-Carlo, demeuré en Europe, et résistant en France durant la seconde guerre mondiale.